# Владика (Чехія)
Владика — титул та форма звертання до представників шляхти, яке використовувалося в Богемському королівстві та Моравському маркграфстві до XVI століття.

## Історія
Владика сформувались в Чехії як представники шляхти, які проживали в осібній садибі або фортеці, та отримували прибуток від обробітку землі або служінню монарху нижчими адміністративними, судовими і військовими чиновниками. 
Вони належали до середньої та нижчої аристократії, були особисто вільні, а їхня земельна власність була зареєстрована в поземельних книгах. Цей соціальний клас також називають зем'янами. Вони були васалами монарха, що мали права власності на землю, на відміну від військових васалів, що служили у війську короля. Були нижчими в статусній ієрархії, ніж лицарі, які служили переважно у війську та отримували титули за військові заслуги. 
Найнижчий статус від владик мали зброєносці, які не мали землі і йшли на службу до вищого шляхти. Пізніше в Богемії назва лорд переважала для позначення нижчої знаті в цілому, тоді як у Моравії частіше використовувалося ім’я йомен. З XVI століття на землях Чеської корони розрізнялися лише два стани — стан панський (вище дворянство) і стан лицарський (уся нижча шляхта); титул владики поступово зникав.
Пізніше в Чехії назва нижчих шляхтичів, що володіли землею остаточно закріпилась за титулом владика, а в Моравії та Речі Посполитій застосовувалась назва зем'янин. 
Владика, як і вища шляхта, мав право носити герб. Але збіднілі родини, члени яких втрачали землю і починали займатись нешляхетними професіями, автоматично втрачали й свій статус владик. Деякі родини владик досягли підвищення до вищих панських титулів; а збіднілі панські роди, з іншого боку, могли опуститися до статусу владик. Їх також треба відрізняти від гербових міщан, людей з міськими правами, які отримували від короля герб.
Під час Гуситських воєн багато представників владик, як й іншої нижчої шляхти, приєднались до гуситів, та стали гуситськими ватажками. А з 15 століття відзначається соціальний підйом статусу панства, їхні представники утверджуються в регіональних установах, а нижча шляхта втрачає влив на політично-суспільні події. 
Наприкінці XV століття було прийняті нові закони про розподіл посад та влади. Адміністрацію чеських областей очолювали два намісники, один для панського стану, а інший з стану владик, а 8 нижчих шляхтичів входили до двадцятичленного крайового суду. З 1501 року пани вимагали, щоб лише ті, чия родина була у  статусі владик принаймні чотири покоління, могли бути допущені до вищого рангу. 
З XVI століття на землях Чеської корони залишились лише два стани — стан панський (вища шляхта, магнати) і стан лицарський (уся нижча шляхта); титул владики поступово зникає.